# Airport – flygplatsen
Airport – flygplatsen (engelska: Airport) är en amerikansk katastroffilm från 1970 i regi av George Seaton och Henry Hathaway. Filmen är baserad på romanen Airport av Arthur Hailey. I huvudrollerna ses Burt Lancaster, Dean Martin, Jean Seberg, Jacqueline Bisset och George Kennedy. Filmen hade biopremiär i USA den 5 mars 1970.

## Handling
Historien utspelar sig på den fiktiva flygplatsen "Lincoln International Airport" i Illinois. Snöstorm råder och ett flygplan blockerar den största landningsbanan. Dessutom försöker en självmordsbombare spränga ett flygplan av typen Boeing 707 under flygning. För flygteknikern Joe Patroni blir det svettigt, och han måste slita hårt i cockpit för att få undan planet i tid, innan det nödlandande flygplanet behöver banan.

## Om filmen
Airport regisserades av George Seaton, med hjälp av Henry Hathaway. Seaton skrev även filmens manus, som baserades på bestseller-romanen Airport från 1968, skriven av Arthur Hailey. Filmen hade premiär i USA den 5 mars 1970, och med den blev katastroffilm väldigt populärt.
Filmen fick tre uppföljare Katastroflarm (1975), Haveriplats: Bermudatriangeln (Airport '77, 1977)
och Airport 80 - Concorde (1979).
Filmen vann en Oscar för bästa kvinnliga biroll (Helen Hayes) vid Oscarsgalan 1971 och även en Golden Globe Award för Maureen Stapletons biroll. Den Oscarnominerades även för bl.a. bästa film.
Anmärkningsvärt är att båda flygplanen är av typen Boeing 707, och någon av den konkurrerande typen DC 8 syns inte.

## Rollista i urval
- Burt Lancaster – Mel Bakersfeld, flygplatschef
- Dean Martin – Vernon Demerest, flygkapten
- Jean Seberg – Tanya Livingston
- Jacqueline Bisset – Gwen Meighen, flygvärdinna
- George Kennedy – Joe Patroni, underhållschef
- Helen Hayes – Ada Quonsett, fripassagerare
- Van Heflin – D. O. Guerrero
- Maureen Stapleton – Inez Guerrero
- Barry Nelson – Anson Harris, flygkapten
- Lloyd Nolan – Harry Standish, tulltjänsteman
- Dana Wynter – Cindy Bakersfeld
- Barbara Hale – Sarah Demerest
- Gary Collins – Cy Jordan, flygpersonal
- Whit Bissell – Mr Davidson, passagerare som sitter bredvid Ada Quonsett

### Fotnoter
1. ↑  ”Airport” (på engelska). Box Office Mojo. 5 mars 1970. http://www.boxofficemojo.com/movies/?id=airport.htm. Läst 21 september 2016.
2. ↑  ”Arkiverade kopian”. Arkiverad från originalet den 5 juli 2011. https://web.archive.org/web/20110705125738/http://www.goldenglobes.org/browse/film/23555. Läst 29 juni 2011.